# (6735) Madhatter
(6735) Madhatter – planetoida z pasa głównego asteroid okrążająca Słońce w ciągu 3 lat i 64 dni w średniej odległości 2,16 j.a. Została odkryta 23 listopada 1992 roku. Przed nadaniem nazwy planetoida nosiła oznaczenie tymczasowe (6735) 1992 WM3.